# Metamynoglenes absurda
Metamynoglenes absurda là một loài nhện trong họ Linyphiidae.
Loài này thuộc chi Metamynoglenes. Metamynoglenes absurda được A. David Blest & Cor J. Vink miêu tả năm 2002.